# John Bunyan
Pour les articles homonymes, voir Bunyan.
Œuvres principales
- Le Voyage du pèlerin (1678)

Compléments
- Grace Abounding to the Chief of Sinners (1666)

John Bunyan (28 novembre 1628 - 31 août 1688), prédicateur chrétien baptiste réformé et écrivain allégoriste anglais, est connu pour son conte religieux Le Voyage du pèlerin (1678).

## Biographie
John Bunyan naît en 1628 dans une famille très modeste du hameau d’Harrowden (en), à Elstow, non loin de la ville de Bedford. Sa mère Margaret Bentley est la seconde femme de Thomas Bunyan, qui exerce la profession de chaudronnier ambulant. Malgré l’extrême pauvreté de ses parents, John Bunyan fréquente l’école, où il apprend à lire et à écrire. Mais il abandonne rapidement les études, pour commencer à travailler auprès de son père. Il racontera plus tard avoir rapidement perdu ce qu’il avait appris alors.
Il a affirmé avoir vécu une jeunesse dépravée. Ses « malédictions, insultes, mensonges et blasphèmes du Nom Sacré de Dieu », le conduisent à subir, à l’âge de 9 ou 10 ans, d’horribles cauchemars sur l’enfer. Il vit dans la crainte constante de l’enfer et de ses démons qui travailleraient à l’emmener avec eux et il affirme qu’une voix lui répète souvent de « vendre le Christ » .

### Guerre civile (1644-1649)
À 16 ans, en novembre 1644, pendant la première guerre civile, il rejoint les « Têtes Rondes », l’armée parlementaire. Il est placé en garnison à Newport Pagnell, dans la compagnie du colonel Richard Cockayne. Bien que la victoire des Parlementaires à la bataille de Naseby en juin 1645 ait signifié la fin des hostilités, Bunyan reste encore deux ans dans l’armée, jusqu’à la démobilisation de son régiment le 21 juillet 1647.
Le rassemblement de ces hommes sous-payés (le retard dans le paiement des soldes atteignit 14 semaines) que le mécontentement gagne, provoque l’émergence d’une grande ferveur religieuse et attire de nombreux prédicateurs de toute sorte. En octobre 1644, la ville compte jusqu’à sept théologiens ; on y prononce deux sermons par dimanche, plus un le jeudi et tous les matins avant la relève de la Garde, on prie et lit un chapitre de la Bible. Les exégèses, prêches et sermons font rapidement leur chemin parmi les hommes qui constituent un foyer particulièrement vivace pour le développement des sectes ou groupes religieux radicaux. Nul doute que John Bunyan fut fortement influencé par ceux-ci, même s'il confesse avoir été à cette époque « le meneur d'un groupe de jeunes qui me tenaient compagnie, dans toutes sortes de vices et d'impiété ».

### Vie de famille
De retour au pays après sa démobilisation, John Bunyan reprend la profession de son père. Peu après son retour (la date exacte n’est pas connue, sans doute en 1649), il se marie. Le nom de sa première épouse ne nous est pas parvenu. Sa première fille, Mary, est baptisée le 20 juillet 1650. Mais elle est née aveugle, et Bunyan, en plein doute théologique, ne peut avoir manqué d’y voir une punition divine contre son impiété. Il craint d’avoir commis de tels péchés qu’il ne serait plus pardonnable par Dieu. Sa détresse théologique le conduit à s’ouvrir au discours de groupes radicaux tels que les Ranter (en)s et quakers. Leurs idées l’attirent et le convainquent presque, mais elles ne peuvent fournir à Bunyan ce qu’il attendait sans doute le plus, l’assurance de son salut. Cette désillusion le conduit plus tard à tenir un discours très rude à l’égard des quakers, notamment dans son tout premier livre, Some Gospel Truths Opened.

### Diacre baptiste
Après ses nombreux conflits spirituels intérieurs et plusieurs années de doute, John Bunyan rejoint l’église baptiste de Bedford en 1653. Cette communauté croyait au congrégationalisme. En 1655, il s’établit à Bedford et est nommé diacre par le pasteur John Gifford, peu avant la mort de celui-ci. L’influence de Gifford sur John Bunyan et son œuvre ultérieure est indéniable. Peu de temps après son arrivée à Bedford, sa première femme décède, laissant John seul avec ses quatre enfants.
Ses années de doute et de lutte spirituelle interne et son cheminement qui l’amène vers la foi lui permettent d’écrire quelques années plus tard l’allégorie The Pilgrim’s Progress sur base de sa propre expérience spirituelle. Cette lutte, il l’exprime aussi en devenant petit à petit, après la mort de John Gifford, un prédicateur important dans sa communauté. Les sermons l’aident à sortir de sa crise spirituelle, c’est pour lui une sorte de thérapie. Bunyan lui semble plutôt percevoir son talent pour la prédication comme un don de Dieu qu’il se doit d’exploiter à la gloire de Celui-ci. Dans ses sermons, John Bunyan attaque durement les Ranters et les quakers. Sa lutte par pamphlet et sermon interposé avec un jeune quaker, Edward Burroughs, et leurs débats passionnés établissent la réputation de John. En 1657 il est formellement désigné par sa congrégation comme prédicateur attitré. John Bunyan assume pleinement sa fonction tandis que ses détracteurs se font plus nombreux et qu’un premier avertissement sous forme d’une inculpation qui semble être restée sans suite, lui est adressé en 1658.

### Incarcération (1660-1672)
La restauration de la monarchie et l’accession au pouvoir du roi Charles II en 1660 entrave la relative liberté religieuse du Commonwealth. Charles II tente de restaurer l’unité religieuse du pays au détriment des mouvements dissidents comme celui dont fait partie John Bunyan. Bunyan est arrêté en 1660, on lui reproche de prêcher en public et de tenir des réunions illégales. Ses antécédents de partisan de l’armée parlementaire et son refus catégorique de cesser de prêcher, mission pour laquelle Dieu l’aurait investi, ne jouent pas en sa faveur. Il est condamné en janvier 1661 à une peine de trois mois de prison et au bannissement perpétuel du royaume s’il refuse de cesser de prêcher ou s’il n’assiste pas à la messe dominicale anglicane après sa sortie de prison. Ce jugement n'est pas appliqué comme tel mais il reste douze ans en prison.
Les conditions de détention de Bunyan varient en fonction de la situation politique. Il est en effet plusieurs fois autorisé à quitter la prison pour prêcher et va même jusqu’à Londres. Il reçoit également de nombreuses visites. Mais ses adversaires, lorsqu’ils l’apprennent, tancent vertement son gardien et rendent plus strictes ses conditions de détention. En 1666, il est libéré quelques semaines mais rapidement réincarcéré car il ne peut se résoudre à cesser sa prédication. Durant son emprisonnement il est autorisé à écrire et à publier ses ouvrages. La plupart de ses œuvres littéraires sont d’ailleurs écrites au cours de ces douze années de prison. Durant les six premières années de détention il écrit des œuvres en prose comme Of the Resurrection of the Dead, The Holy City (1665) et Grace Abounding to the Chief of Sinners (1666) mais aussi de la poésie avec Profitable Meditations (1661), Prison Meditations (1663), One Thing is Needful et Ebal and Gerizzim (1665).
Après 1666 cependant et jusqu’en 1674, il ne publie plus rien. En effet, la persécution semble à cette période s’aggraver et l’œuvre de Bunyan rencontrer plus d’hostilité ; l'atelier de l’éditeur de Bunyan est pillé en 1666. John Bunyan ne s’arrête sans doute pas d’écrire pour autant et il est possible qu’il ait déjà travaillé à cette époque sur son ouvrage le plus célèbre, The Pilgrim’s Progress.

### Pasteur de Bedford
En 1672, il est libéré selon les termes de la déclaration d'indulgence (en) de Charles II. Il reçoit également l’autorisation de prêcher et est appelé à devenir pasteur de l’église de Bedford. Sa réputation toujours grandissante attire les foules et ses nombreux déplacements dans les alentours de Bedford ne font que l’augmenter. Mais en 1675, la situation lui devient à nouveau défavorable et il est appelé à comparaître devant la cour de l’archidiacre pour avoir manqué à ses obligations paroissiales. Il préfère se cacher plutôt que de se présenter et son cas est alors transféré devant une cour gouvernementale. John Bunyan est arrêté et incarcéré de décembre 1676 à juin 1677. Peu après sa sortie de prison, en 1678, il publie The Pilgrim progress from this world to that which is to come : delivered under the similitude of a dream qui sera traduit en 200 langues.Cette réussite l’amène à écrire d’autres allégories religieuses comme The Life and Death of Mister Badman (1680) qui se veut le parallèle du Pilgrim’s Progress mais aussi The Holy War où il exploite son expérience de soldat pour décrire les attaques du diable contre la ville de Mansoul (1682) .
Sa popularité ne cesse de croître et ses sermons rassemblent une assistance sans cesse croissante jusqu’à sa mort en 1688 d’une pneumonie contractée lors d’une forte tempête.

## Œuvres

### Le Voyage du pèlerin
The Pilgrim’s Progress, ou Le Voyage du pèlerin en français, est un roman allégorique paru en 1678, en un temps où les publications recommencent à être moins censurées, mais John Bunyan a sans doute commencé à y travailler dès les années 1660. Cette allégorie retrace le voyage d’un homme ordinaire nommé Christian (allusion à un chrétien) qui décide de prendre la route pour atteindre la Cité de Sion. Il quitte la cité de la destruction (terrestre) et se fraye un chemin vers la cité céleste. Il fait face à de nombreuses épreuves et traverse des lieux aux noms évocateurs comme : Slough of Despond (marais du découragement), Vanity Fair (foire aux vanités), Hill of Lucre... Les protagonistes portent également un nom révélateur de leur personnalité : Faithful (fidèle, loyal), Giant Despair (Désespoir gigantesque), Mr Great-Heart (Grand cœur). Le livre est divisé en deux parties, dont la première relate le voyage de Christian et la seconde celui de sa femme Christiana et de leurs enfants.
À travers cette allégorie, Bunyan retrace la voie qui mène à la foi véritable à travers le doute et toutes les oppositions et tentations aussi bien internes qu'externes. Sa propre expérience spirituelle construite au travers de plusieurs années de doute, de remises en question en faisant face à ses démons intérieurs est relatée sous forme imagée. L’homme qui guide le pèlerin à bon port est l’évangéliste, celui qui défend la religion de Bunyan. The Pilgrim’s Progress peut donc être considéré comme une apologie du christianisme évangélique.
La force de l'œuvre de John Bunyan réside dans sa simplicité et son accessibilité. Sa prose simple et efficace parfois naïve contribue à son succès rapide. Bunyan donne vie à des abstractions, créant des figures anthropomorphiques représentatives des émotions et des tentations et démontre un talent certain de conteur. Bunyan ne possède pas l’érudition de Milton et ses références se limitent principalement à une connaissance verbale bien établie de la Bible. La structure, les tournures de phrases et l’imagerie utilisées par l’allégorie se rapprochent d’ailleurs grandement de ceux de la Bible. Les images employées par Bunyan se rapportent souvent à son environnement ordinaire et c’est ce qui peut expliquer son rapide succès car il évoque des éléments proches du quotidien de ses lecteurs et qui peuvent être rapportés à leur expérience. Christian évoque un homme du peuple et démontre la supériorité du pauvre sur le riche dans sa quête spirituelle puisque ces derniers sont présentés comme les opposants.
The Pilgrim’s Progress a été traduit en plus de 200 langues différentes. Il est resté pendant plus de 200 ans le livre le plus traduit et le plus lu dans le monde anglophone après la Bible.

### Autres œuvres
- Grace Abounding to the Chief of Sinners
- The Life and Death of Mister Badman
- La Guerre sainte, Éditions Cèdre,  (ISBN 2907282549)
- L'Abondance de la grâce, 2001, Éditions L'âge d'homme,  (ISBN 2825114472)
- Christiana. L'histoire de la Pèlerine, 1997, Éditions Cèdre,  (ISBN 2911003020)
- La Prière, 1991, Éditions Grâce et Vérité,  (ISBN 2853310051)
- À commencer par Jérusalem, Éditions Europresse,  (ISBN 2914562004)